# Loosdorf (Melk)
Loosdorf is een gemeente in de Oostenrijkse deelstaat Neder-Oostenrijk, gelegen in het district Melk (ME), ten oosten van de gemeente Melk. De gemeente heeft ongeveer 3.800 inwoners.

## Geografie
Loosdorf ligt in het dal van de Pielach (een zijrivier van de Donau), in het centrum van Neder-Oostenrijk. De Pielach doorkruist hier het Boheemse Massief en scheidt het Dunkelsteiner Wald van de Hiesberg. De gemeente heeft een oppervlakte van 11,91 km². Het grenst in het noorden aan het Dunkelsteiner Wald, een bosrijk gebied aan de rechteroever van de Donau. Marktgemeinde Loosdorf ligt op een hoogte van 234 meter. Tussen de woonkernen Loosdorf en Sitzenthal ligt de Mühlberg (273 m). Ten zuiden van de Pielach, tussen Loosdorf, Roggendorf en Melk ligt de Wachberg.

## Woonkernen
De gemeente heeft de vijf volgende woonkernen. Het getal tussen haakjes is het inwoneraantal op 31 oktober 2011.
| - Albrechtsberg an der Pielach (475) - Neubach (114) | - Loosdorf (3030) - Sitzenthal (111) - Rohr (47) |

De woonkernen Albrechtsberg en Neubach liggen ten noorden van de Pielach; Loosdorf, Sitzenthal en Rohr liggen ten zuiden van de Pielach.

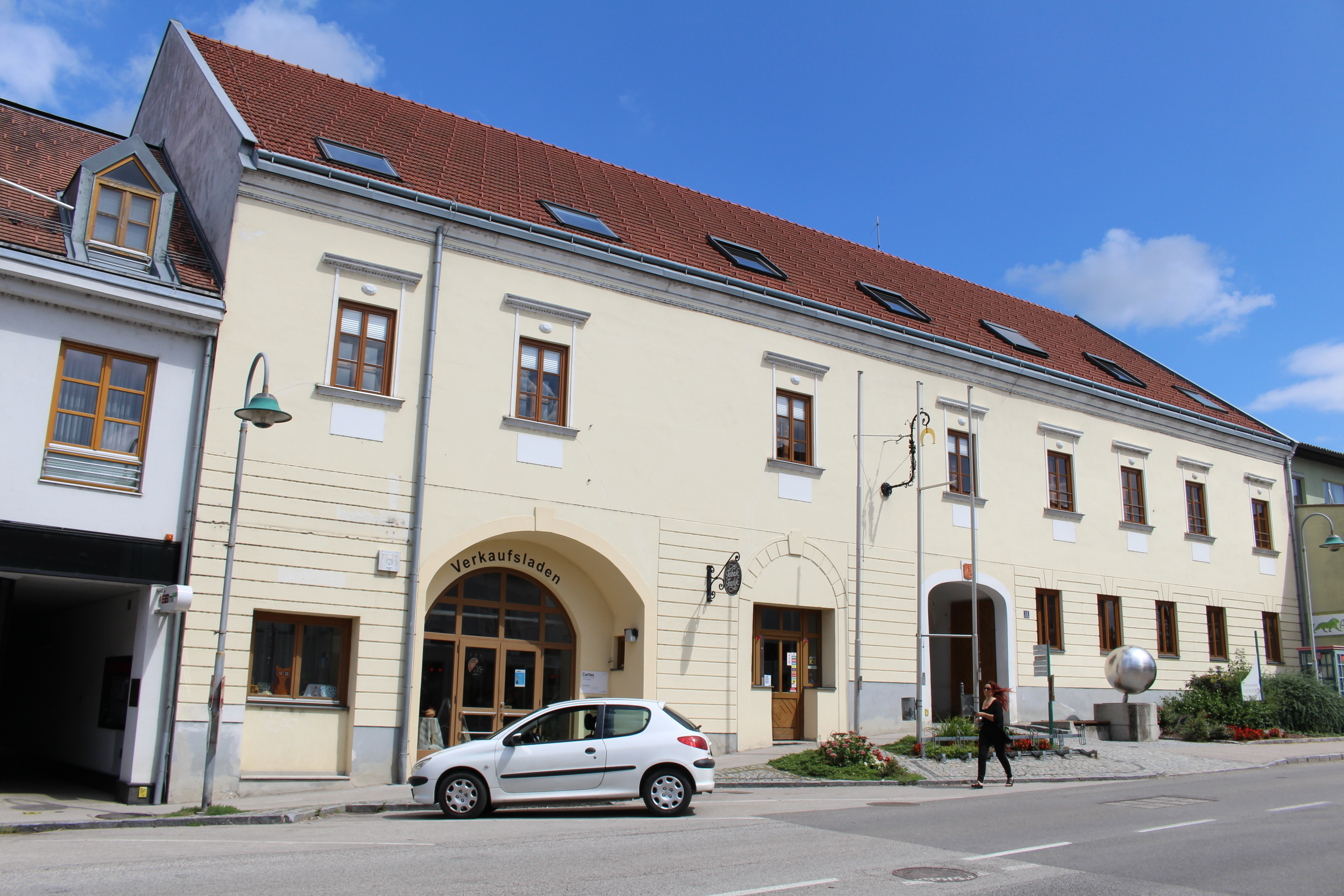
Het gemeentehuis van Loosdorf, Europaplatz, aan de B1

## De gemeenteraad van Loosdorf (2005-nu)
De gemeenteraad van Loosdorf telt 23 zetels. De verdeling van de zetels was van 2005 tot 2010: SPÖ 17 zetels, ÖVP 5 zetels en de FPÖ 1 zetel. In 2010 verloor de SPÖ één zetel aan de FPÖ, zodat de SPÖ in Loosdorf 16 zetels kreeg, de ÖVP 5 en de FPÖ 2. 

De gemeenteraadsverkiezingen van 25 januari 2015 resulteerden in dezelfde zetelverdeling: SPÖ 16, ÖVP 5 en FPÖ 2 zetels.

## Lokale geschiedenis
Er was van ca. 1574 tot 1627 een protestants gymnasium in Loosdorf, "die Hohe Schule" genaamd. Er zijn nog twee originele exemplaren van de statuten van deze school ("die Loßdorffische Schulordnung") bewaard gebleven. Deze zijn in 1574 in Augsburg gedrukt. De school richtte zich met name op de kinderen van de Luthersgezinde adel van Neder-Oostenrijk, waardoor ze uniek was in de regio, maar ze stond volgens de statuten ook open voor niet-adellijken.
Van 1843 tot 1874 woonde graaf Antoni Ledóchowski in Loosdorf. Eén dochter van hem, Julia, is als zuster Ursula in 2003 heilig verklaard. Haar zus Maria Teresia is in 1975 zalig verklaard. Hun broer Wladimir was generaal-overste van de Jezuïeten en hun broer Ignacy werd uiteindelijk generaal in het leger van het tijdens zijn leven nieuw opgerichte Polen.

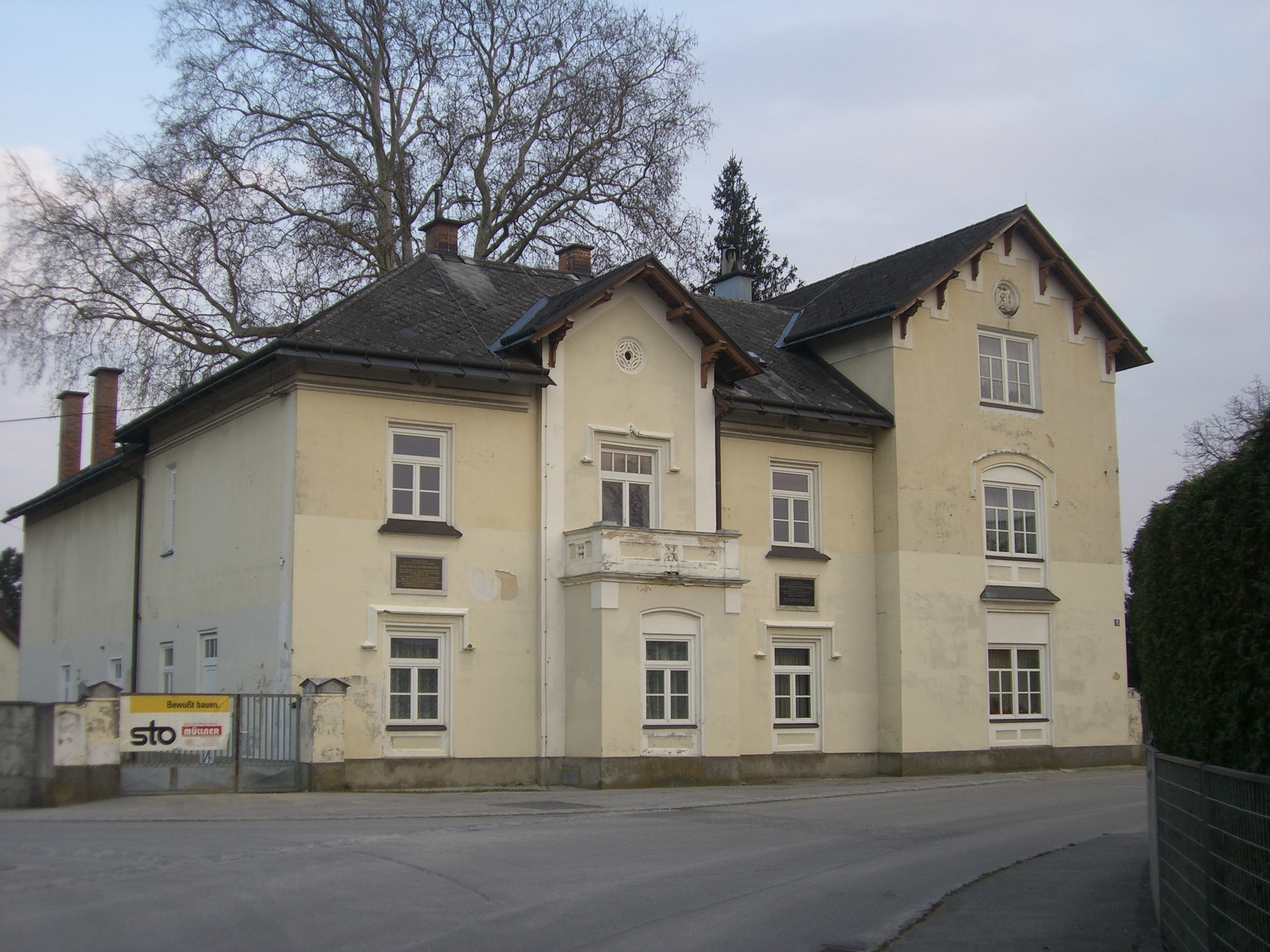
Het 'Ledóchowska-Haus'

## Monumentale gebouwen
De gemeente Loosdorf kent een aantal monumentale gebouwen die op de lijst van Denkmalschutz van Neder-Oostenrijk staan:
In Loosdorf:
- "Das Ledóchowska-Haus" (het Ledóchowska-huis). Het huis waar graaf Antoni Ledóchowski van 1862 tot 1874 met zijn gezin gewoond heeft. In dit huis zijn onder anderen de ordestichtster Maria Theresia Ledóchowska, die in 1975 zalig is verklaard, alsook de ordestichtster Julia (Ursula) Ledóchowska, die in 2003 heilig is verklaard, en Wladimir Ledóchowski, de 26e generaal-overste van de Jezuieten, geboren. Het huis is een paar keer van eigenaar gewisseld. Tegenwoordig is het huis in het bezit van de door Maria Theresia Ledóchowska opgerichte Petrus-Claver-sodaliteit uit Salzburg.[2]
- "Die Honl-Mühle", de molen van de familie Honl (adres: Mühlbachweg 4). Een oude watermolen aan de Mühlbach ("de Molen-beek"), vroeger gebruikt in de houtzagerij van de familie Honl. Het oudste deel van het huis stamt uit de 15e eeuw. De watermolen hoorde oorspronkelijk bij kasteel Schallaburg. De oudst bekende vermelding van een hofmolen van kasteel Schallaburg is uit het jaar 1391. Het was een van de grootste molens van het Mostviertel.[3]

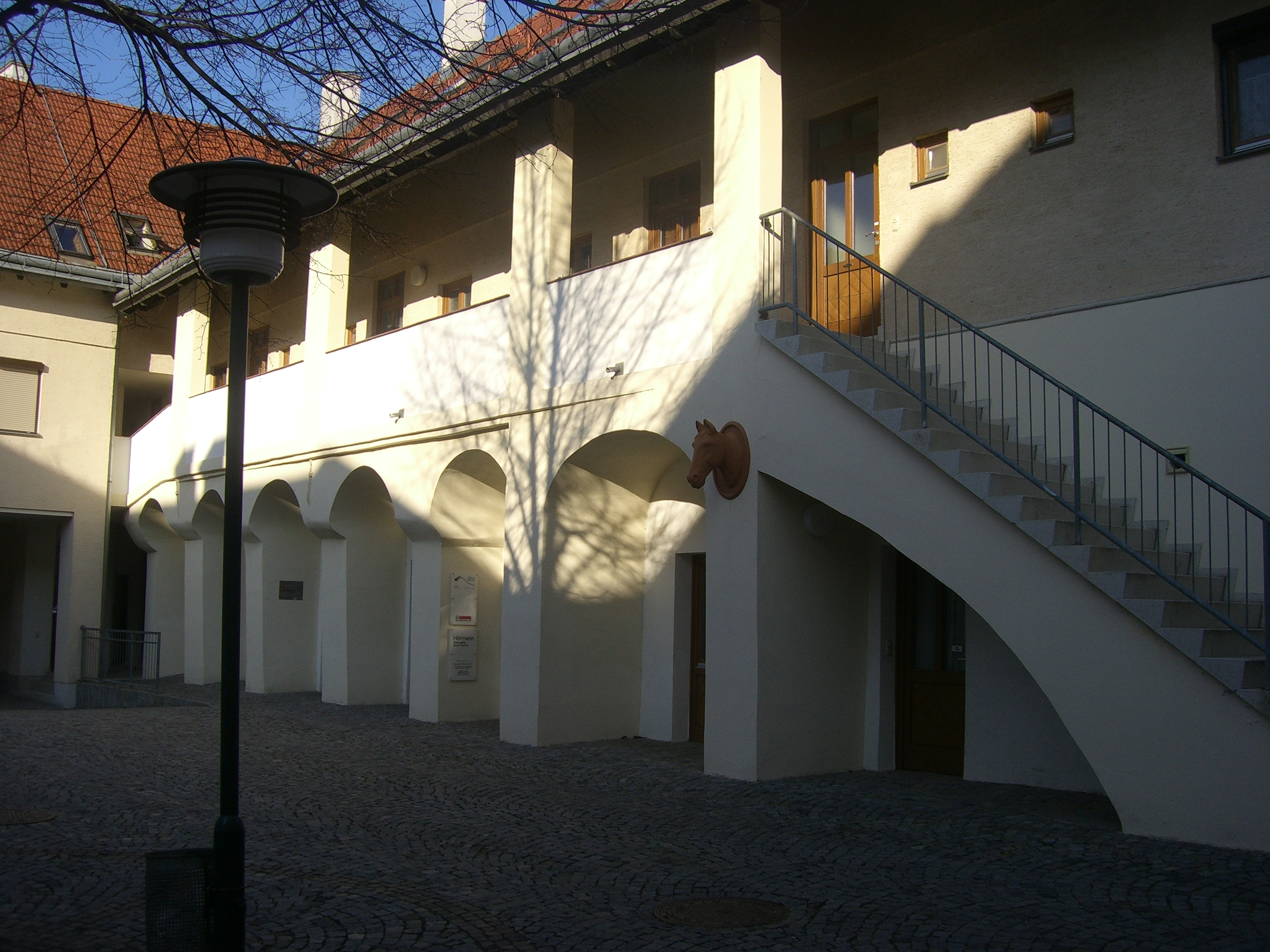
19er Haus, Europaplatz

- " Das 19er Haus" (het huis van negentien). Een gebouw, waar tegenwoordig het gemeentehuis van Loosdorf in gevestigd is. (adres: Europaplatz 11, Loosdorf). In de zestiende eeuw fungeerde het gebouw als herberg, waar ook paarden gewisseld konden worden. Er zijn zestiende-eeuwse fresco's op de muren overgebleven, die gedeeltelijk te bezichtigen zijn. In de jaren 1990 is het gebouw gerestaureerd en in gebruik genomen als gemeentehuis. In de buurt van het gemeentehuis staat een ijskelder. Vroeger diende deze kelder om ijs uit de winter op slaan voor de rest van het jaar om daarmee levensmiddelen te koelen. Tegenwoordig wordt hij gebruikt voor exposities. De ijskelder staat niet op de lijst van monumenten.

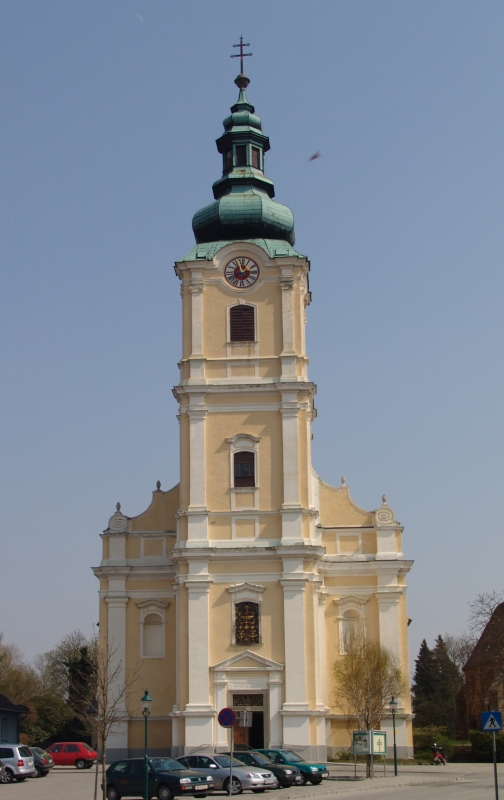
De St. Laurentius-en-Maria-Theresia-Ledóchowska-kerk vanaf het westen gezien.

- De kerk van Loosdorf. Deze is in de zestiende eeuw gebouwd en was tot 1627 een Lutherse kerk. Zijn architectuur is bijzonder voor Oostenrijk, omdat het een overgangsvorm is tussen renaissance en vroege barok. De barokke kerktoren is in 1734 gebouwd. Tegenwoordig is het een katholieke kerk. Hij was oorspronkelijk naar St. Laurentius en Martinus genoemd. In 2011 werd de kerk vernoemd naar St. Laurentius en Maria Theresia Ledóchovska. Het gebouw waar van 1574 tot 1627 het protestantse gymnasium 'die Hohe Schule' gevestigd was, foto 2011)

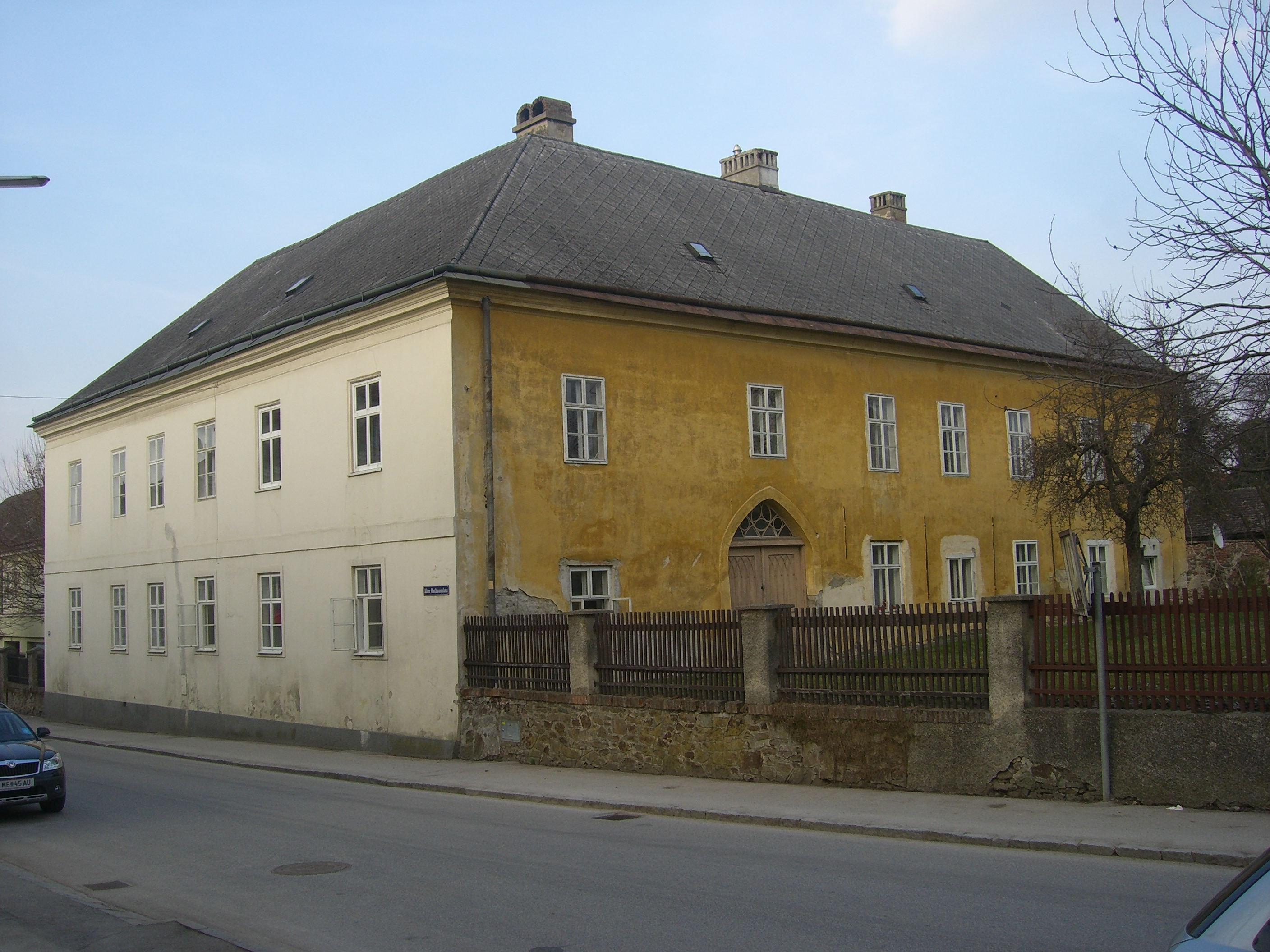
Het gebouw waar van 1574 tot 1627 het protestantse gymnasium 'die Hohe Schule' gevestigd was, foto 2011)

- "Die Hohe Schule" (de hoge school). Dit was van 1574 tot 1627 een Luthers gymnasium voor de adellijke en niet-adellijke protestantse jeugd. Het heeft de vorm van een vierkantshoeve. Oorspronkelijk had het slechts één etage. Rond 1590 werd er een etage bovenop gebouwd. Er loopt een brede gang van het noorden naar het zuiden van het gebouw, waar vroeger koetsen doorheen konden rijden. Er zijn grote Gotische poorten aan beide zijden van de gang. Het plafond van de gang heeft gedrukte kruisgraatgewelven uit de zestiende eeuw. Aan de gang grenst een klein hofje met een oude waterput.
 Na de sluiting van de school in 1627 werd het pand als woonhuis gebruikt. Het perceel werd in de negentiende eeuw vrij adellijk goed en daardoor vrijgesteld van belasting.[4] Na 1809 kwam het in burgerlijk bezit. Sinds de negentiende eeuw tot de jaren zeventig van de twintigste eeuw waren er aan de binnenplaats kleine winkeltjes gevestigd. De laatste winkeltjes waren een hoedenzaak en een tabaks- en tijdschriftenwinkel.[5] De Lutherse gemeente (evangelische Gemeinde) van Melk huurde van 1952 tot 1995 aan de noordzijde van het gebouw op de begane grond een ruimte die ze als gebedsruimte gebruikte. In 2017 werd het pand aangekocht door een bedrijf dat woningen verhuurt.
- "Die Sebastianikapelle" (de Sebastiani-kapel). Nu een kapel, vroeger een hospitaal voor burgers, gebouwd in 1730 (adres: Linzer Straße 28,30, Loosdorf). Hier werden vroeger zieken en daklozen opgevangen.
- "Die Mühlbergkapelle" (de kapel op de Mühlberg, adres: Mühlberg Straße, Loosdorf).
- "Gasthaus Zum schwarzen Bären" (de herberg Zum schwarzen Bären[6], adres:Linzer Straße 2, Loosdorf), een café.
- Een klein religieus bouwwerkje[7] met een beeld van een onbekende heilige.

In Albrechtsberg:

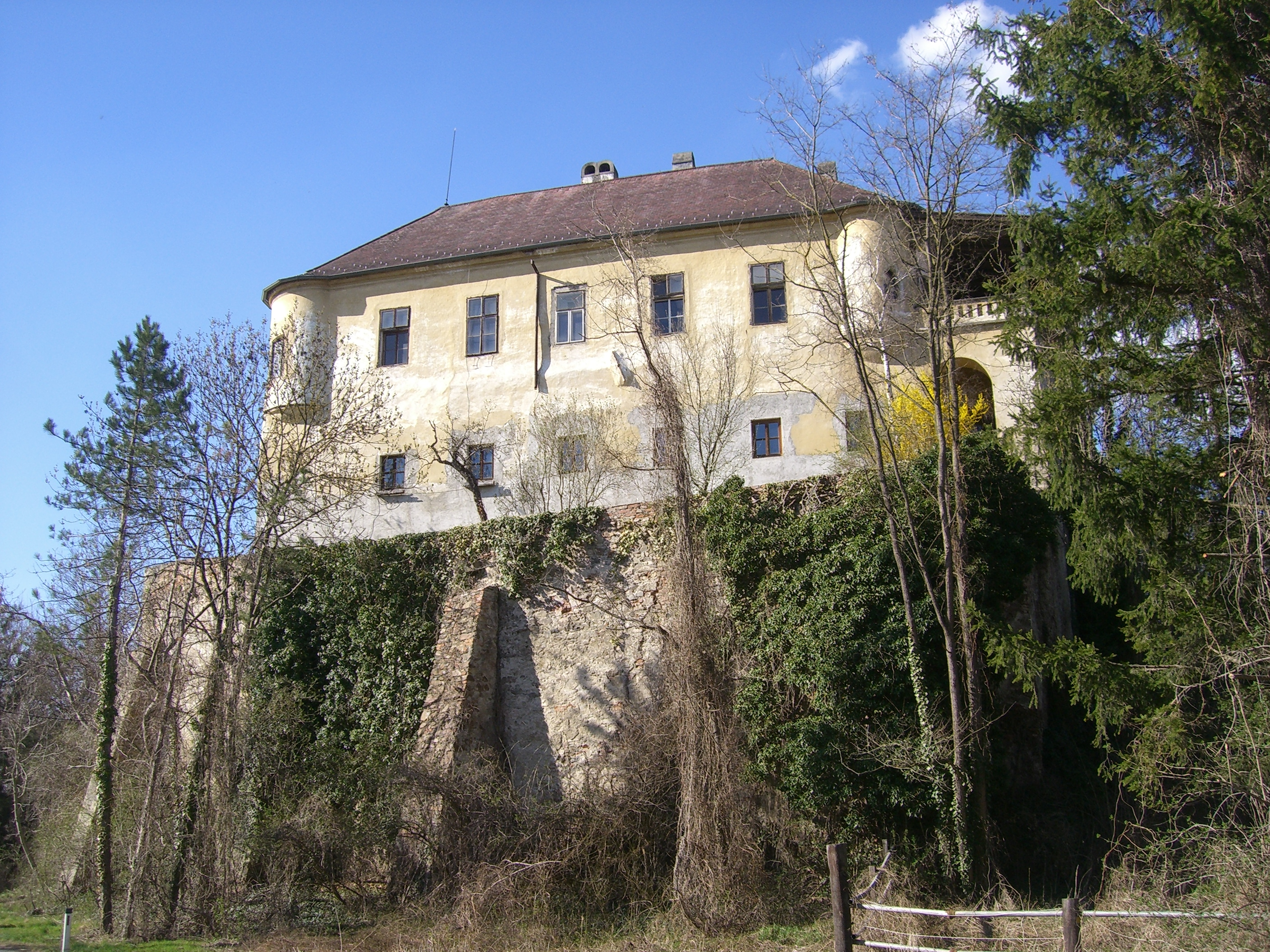
Slot Albrechtsberg

- Het renaissanceslot "Albrechtsberg an der Pielach" in Albrechtsberg. De vesting gaat terug tot de tijd rond 1100. Het kasteel is genoemd naar graaf Albrecht von Perg. In 1672 maakt de Oostenrijkse topograaf en geestelijke Georg Mattäus Vischer een lithografie van het kasteel.[8] Toen was het slot groter. Het slot wordt bewoond. Soms worden er activiteiten georganiseerd.

In Sitzenthal:

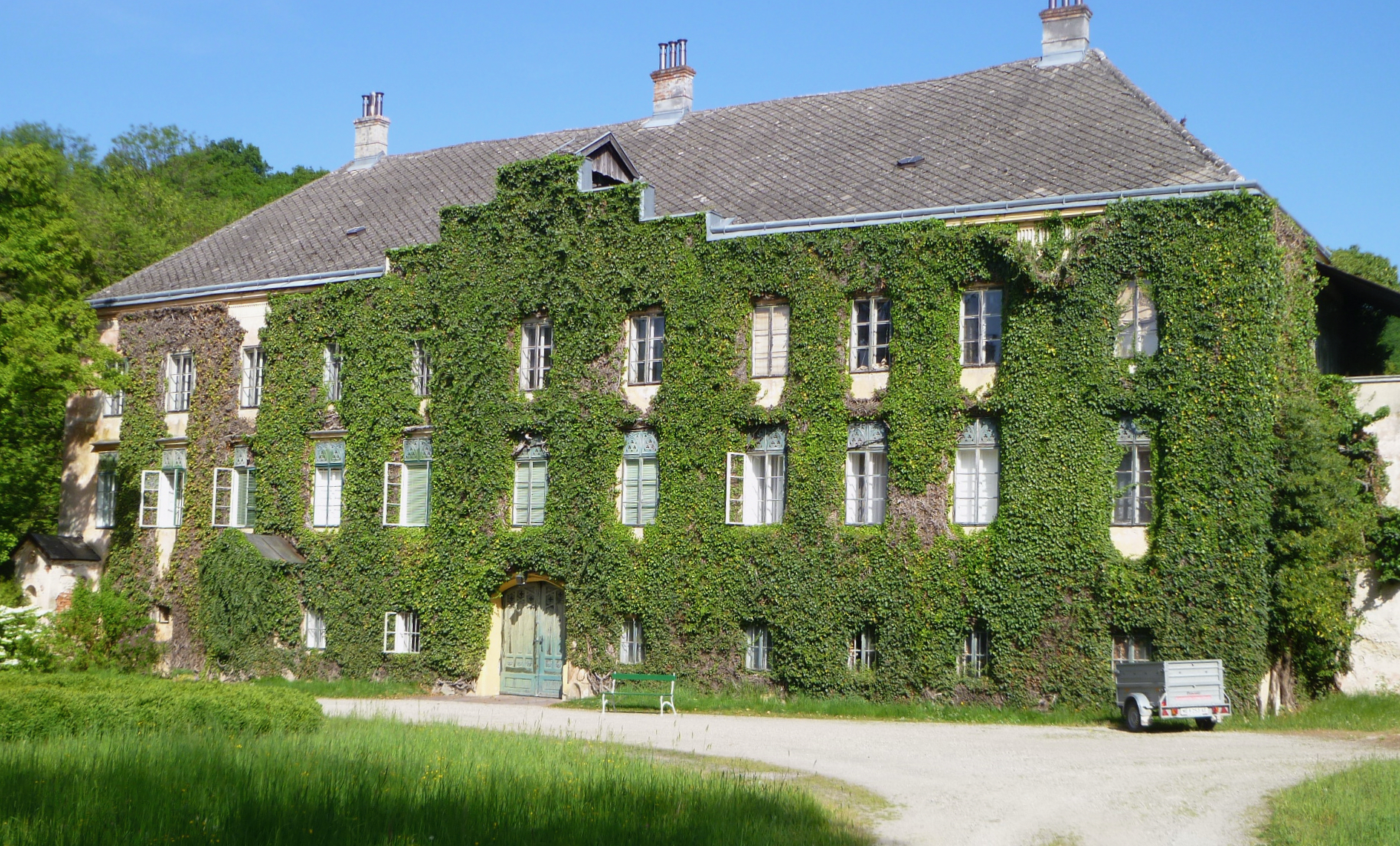
Slot Sitzenthal (2011)

- Slot "Sitzenthal an der Pielach"[9] in de iets afgelegen wijk Sitzenthal. Men neemt aan dat graaf Sieghard von Schala in het midden van de 12e kasteel Sitzenthal heeft laten bouwen. In 1287 werd Meierhof Sitzenthal aan de abdij van Melk geschonken, die het aan adellijke families in leen gaf. Vaak was het dezelfde adellijke familie als de bezitters van slot Albrechtsberg.

## Aangrenzende gemeenten
| Aangrenzende gemeenten          | Aangrenzende gemeenten                  | Aangrenzende gemeenten | Aangrenzende gemeenten | Aangrenzende gemeenten |
| ------------------------------- | --------------------------------------- | ---------------------- | ---------------------- | ---------------------- |
|                                 |                                         | Dunkelsteinerwald      |                        |                        |
|                                 |                                         |                        |                        |                        |
| Melk (via de Linzer Straße, B1) | Haunoldstein (via de Wiener Straße, B1) |                        |                        |                        |
|                                 |                                         |                        |                        |                        |
| Schollach                       |                                         | Hürm                   |                        |                        |

## Verkeer

### Wegen

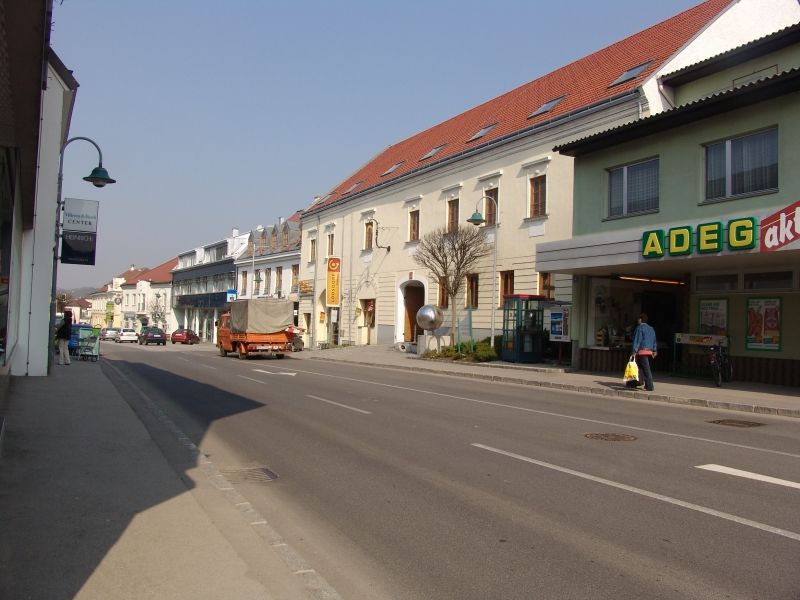
Het gemeentehuis, het voormalige postkantoor en winkels in de straat (met een plein) Europaplatz (tevens de B1)

- Op de de Oostenrijkse snelweg A1, die in Oostenrijk ook wel "Westautobahn" genoemd wordt, is een afslag naar Loosdorf met de aanduiding 74. Het is de enige afslag van de A1 tussen St. Pölten en Melk. De A1 maakt deel uit van de E 60.
- De B1[10] gaat door het centrum van Loosdorf. De B1 was vóór de ingebruikname van de A1 de hoofdweg tussen Linz en Wenen. In Loosdorf heeft de B1 van west naar oost de straatnamen Linzer Straße, Europaplatz en Wiener Straße. Binnen de bebouwde kom geldt een maximumsnelheid van 50 km/uur, buiten de bebouwde kom mag 100 km/uur gereden worden.
- In het centrum is een kruising tussen de Wachaustraße en de Linzerstraße.
- De "Pielachtalerradweg", gaat door Loosdorf. Dit is een toeristische route voor fietsers en ander verkeer door het dal van de Pielach, die iets ten oosten van Melk in de Donau uitmondt.
- Gemarkeerde wandelroutes naar onder andere de Schallaburg.[11]

### Openbaar vervoer
Loosdorf heeft een onbemand treinstation (Loosdorf B.Melk) met een kaartjesautomaat, aan de Spoorlijn Wenen - Salzburg ("die Westbahn"), waar lokale treinen van de ÖBB stoppen, namelijk de Regional (R) en Regional Express (REX). M.n. voor forensen rijden er sinds 10 december 2012 's ochtends vroeg ook vijf REX200-treinen richting Wenen. Er gaan ín de middag en de avond ook weer vijf REX200-treinen vanaf Wenen richting St. Pölten en Loosdorf. Er zijn ook een paar buslijnen die op een paar haltes in Loosdorf stoppen voor het regionale verkeer.

## Handel en industrie
Het grootste bedrijf van Loosdorf is sinds 1967 de Oostenrijkse afdeling van het bouwstoffenconcern Xella Porenbeton GmbH, dat in de Wachaustraße haar hoofdkantoor van Oostenrijk heeft. Xella produceert onder andere Ytong cellenbetonblokken.
Langs de B1 en in zijstraten zijn winkels, supermarkten, bankfilialen en andere bedrijven gelegen.
Vlak bij de A1, bij een rotonde na een afslag van de snelweg, bevindt zich een klein bedrijventerrein met onder andere twee benzinepompstations, een vestiging van Mac Donalds en een tegelzaak.

## Onderwijs
Loosdorf heeft een "Volksschule" (lagere school), een "Hauptschule", een "Sonderschule" (bijzonder onderwijs) en een kleuterschool ("Kindergarten").

## Beroepsbevolking
De beroepsbevolking van Loosdorf bestond in 2011 uit 1.938 personen. 1.860 personen hadden werk (49,2 %) en 78 personen waren werkloos (2,1 %). 1.737 personen werkten voor een werkgever en 123 personen voor zichzelf of voor een familiebedrijf. Hoewel de landbouw vroeger een grotere rol gespeeld heeft werkten in 2011 nog maar 24 personen (1,3% van de beroepsbevolking) in de land- of bosbouw. Volgens Statistik Austria was de verdeling van de beroepsbevolking van Loosdorf over de diverse sectoren op 31 oktober 2011 als volgt:
| Sector                                       | Aantal | Percentage |
| -------------------------------------------- | ------ | ---------- |
| Handel                                       | 340    | (18,3 %)   |
| Productie van goederen                       | 278    | (14,9 %)   |
| Openbaar bestuur                             | 231    | (12,4 %)   |
| Bouw                                         | 170    | (9,1 %)    |
| Onderwijs                                    | 124    | (6,7 %)    |
| Gezondheidszorg en sociale zorg              | 119    | (6,4 %)    |
| Vrije beroepen en technische dienstverlening | 100    | (5,4 %)    |
| Hotelwezen en gastronomie                    | 91     | (4,9 %)    |
| Financiële dienstverlening en verzekeringen  | 52     | (2,8 %)    |
| Overige economische dienstverlening          | 91     | (4,9 %)    |
| Verkeer                                      | 87     | (4,7 %)    |
| Overige dienstverleningen                    | 61     | (3,3 %)    |
| Informatie en communicatie                   | 26     | (1,4 %)    |
| Land- en bosbouw                             | 24     | (1,3 %)    |
| Kunst, entertainment en recreatie            | 22     | (1,2 %)    |
| Grondstukken en wonen                        | 17     | (0,9 %)    |
| Energieverzorging                            | 9      | (0,5 %)    |
| Water- en afvalverzorging                    | 5      | (0,2 %)    |
| Mijnbouw                                     | 2      | (0,1 %)    |
| Huishouding                                  | 2      | (0,1 %)    |
| Onbekend                                     | 9      | (0,5 %)    |
| Totaal                                       | 1.860  | (100,0 %)  |

De aantallen onder de vijf kunnen statistisch gezien vervuild zijn door de Oostenrijkse wet van bescherming persoonsgegevens.

## In Loosdorf geboren
- Maria Teresia Ledóchowska (1863-1922), stichteres van de Petrus-Claver-Sodaliteit voor de missie in Afrika. Ze is in 1975 door paus Paulus VI zalig verklaard.
- Ursula Ledóchowska (1865-1939), stichteres van de orde van de grijze Ursulinen. Ze is in 1983 zalig en in 2003 heilig verklaard door paus Johannes Paulus II.
- Wladimir Ledóchowski (1868-1942), van 1915 tot 1942 generaal-overste van de Sociëteit van Jezus (de orde van de Jezuïeten)
- Ignacy Kazimierz Ledóchowski (1871-1945), Pools generaal.
- Hans (von)[13] Hammerstein-Equord (1881-1947), politicus en schrijver, geboren op het landgoed Sitzenthal. Hij was werkzaam in de politiek van Opper-Oostenrijk. In 1936 was hij een paar maanden minister van Justitie van de Eerste Republiek Oostenrijk tijdens de regering van Kurt Schuschniggs Vaterländische Front (VF). Op 21 juli 1944 werd hij gearresteerd en in mei 1945 naar concentratiekamp Mauthausen gebracht. Na de capitulatie van nazi-Duitsland werd hij vrijgelaten.
- Harald Froschauer, papyroloog en egyptologisch onderzoeker
- Gerhard Floßmann (* 1949), historicus, leraar geschiedenis en onderzoeker van de regionale geschiedenis van Loosdorf en omgeving

## Externe link

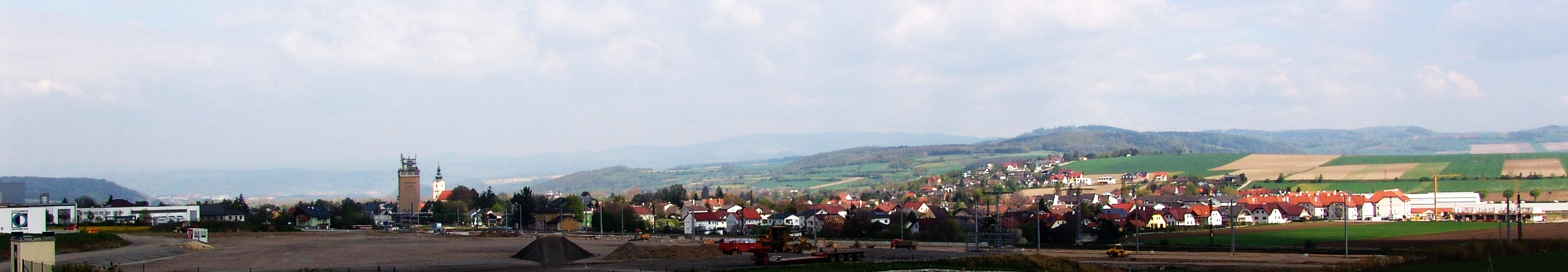
Een panoramaview van Loosdorf

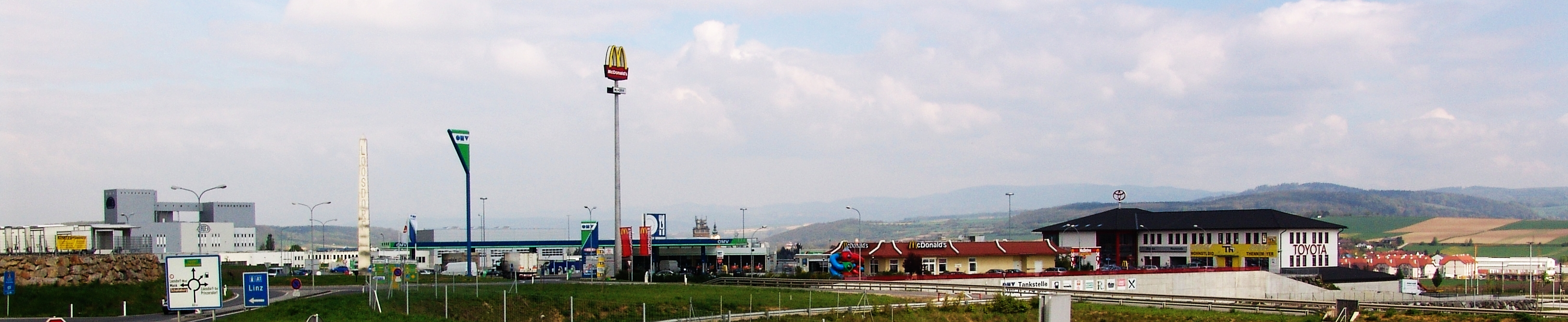
Het bedrijventerrein van Loosdorf en de rotonde bij de afslag van de Oostenrijkse snelweg de A1